# David Galtier
David Galtier, né le 21 juin 1958 à Marseille, est un général d’armée français  de la Gendarmerie nationale dont il a été  l'inspecteur général des armées-gendarmerie  entre le 1er septembre 2017 et le 1er janvier 2019. Il a été élevé aux rang et appellation de général d'armée à la même date. Il a succédé au général Jean-Régis Véchambre

## Biographie
David Galtier est diplômé de l’École spéciale militaire de Saint-Cyr (promotion général Lasalle) et du Collège interarmées de Défense.
Il a été auditeur de la 54e session du Centre des hautes études militaires et de la 57e session de l'Institut des hautes études de la Défense nationale.
Galtier fait ses adieux aux armes le 14 décembre 2018 après 40 années de service.

### Actions
Il est une figure dans le milieu de la sécurité intérieure,,, en s'impliquant tant dans la vie locale,, et nationale
 que dans la gestion de crises ou encore dans le cadre de la coordination d'enquêtes judiciaires
.
Le 30 octobre 2019, il intègre la liste de Martine Vassal, candidate à la mairie de Marseille pour les élections municipales de 2020. Il sera lui-même tête de liste dans le 7e secteur (13e et 14e arrondissements). Il obtient 18,21% des voix au premier tour, et se place en deuxième position derrière Stéphane Ravier. Il l’emporte au second tour avec 50,97% des suffrages. Stéphane Ravier dénonce des fraudes et réclame l'annulation du scrutin.

### Parcours militaire
Après sa formation à l'École des officiers de la Gendarmerie nationale (EOGN) de Melun, il a entre autres commandé : 
- la compagnie de gendarmerie départementale de Montpellier ;
- le groupement de gendarmerie départementale des Alpes-Maritimes ;
- la section de recherches de Paris ;
- la région de gendarmerie Provence-Alpes-Côte d'Azur, commandant la gendarmerie pour la zone de défense et de sécurité Sud.

À l'échelon central, il a occupé les postes de :
- chef du bureau "personnel officier"
- sous-directeur de la police judiciaire (gendarmerie) ;
- directeur des opérations et de l'emploi.

## Publications
Il est le co-auteur d'un ouvrage sur les forces armées face aux menaces des années 2010.
Il livre son analyse sur les fonctions éminentes qui ont été les siennes dans une vidéo de 2017.
Il a co-écrit avec le journaliste Jean-Michel Verne : "Mon combat contre le crime". L'ouvrage, paru chez R.Laffont en septembre 2020, relate de nombreuses enquêtes criminelles, à propos d'affaires souvent célèbres, que le général David Galtier a dirigées ou coordonnées au cours de ses quarante années de carrière.

## Décorations
|  |  |  |
|  |  |  |

Intitulés
- Commandeur de la Légion d'honneur (2016)[17] (officier du 14 juillet 2011, chevalier du 14 juillet 2001)
- Officier de l'ordre national du Mérite
- Médaille de la Gendarmerie nationale (2018)
- Médaille de la Défense nationale, échelon argent
- Médaille de la sécurité intérieure, échelon or avec agrafe gendarmerie (2015)
- Médaille de la sécurité intérieure, échelon or